# Lauberhornrennen 1932
Die 3. Lauberhornrennen fanden am 16. und 17. Februar 1932 in Wengen (Bern) statt.

## Medaillenspiegel

### Land
| Platz | Nation                 |   |   |   |    |
| ----- | ---------------------- | - | - | - | -- |
| 1     | Schweiz                | 4 | 2 | 4 | 10 |
| 2     | Vereinigtes Königreich | 0 | 2 | 0 | 2  |
| Total | Total                  | 4 | 4 | 4 | 12 |

### Sportler
| Platz | Nation                 | Sportler/in      |   |   |   |   |
| ----- | ---------------------- | ---------------- | - | - | - | - |
| 1     | Schweiz                | Fritz Steuri     | 2 | 0 | 0 | 2 |
| 2     | Schweiz                | Fritz von Allmen | 1 | 0 | 0 | 1 |
| 3     | Vereinigtes Königreich | Peter Lunn       | 0 | 2 | 0 | 2 |
| 4     | Schweiz                | Willy Steuri     | 0 | 1 | 1 | 2 |
| 5     | Schweiz                | Michel Gody      | 0 | 0 | 1 | 1 |
| 5     | Schweiz                | Ernst Gertsch    | 0 | 0 | 1 | 1 |
| Total | Total                  | Total            | 3 | 3 | 3 | 9 |

## Ergebnisse

### Abfahrt
| Platz | Nation                 | Sportler     | Zeit (min) | Punkte |
| ----- | ---------------------- | ------------ | ---------- | ------ |
| 01    | Schweiz                | Fritz Steuri | 4:09,6     | 100    |
| 02    | Schweiz                | Willy Steuri | 4:22,0     | 095,28 |
| 03    | Schweiz                | Michel Gody  | 4:35,6     | 090,59 |
| 04    | Schweiz                | Ernst Feuz   | 4:36,6     | 090,26 |
| 04    | Schweiz                | Karl Graf    | 4:36,6     | 090,26 |
| 06    | Vereinigtes Königreich | Peter Lunn   | 4:46,0     | 087,28 |

Datum: Dienstag, 16. Februar 1932
Strecke: Gürmschbühl nach Innenwengen
Titelverteidiger:  Fritz Steuri

### Slalom
| Platz | Nation                 | Sportler         | Zeit (min) |
| ----- | ---------------------- | ---------------- | ---------- |
| 01    | Schweiz                | Fritz von Allmen | 2:18,6     |
| 02    | Vereinigtes Königreich | Peter Lunn       | 2:21,8     |
| 03    | Schweiz                | Ernst Gertsch    | 2:27,2     |
| 04    | Österreich             | H. Neuner        | 2:27,6     |

Datum: Mittwoch, 17. Februar 1932
Titelverteidiger:  Hans Schlunegger

### Kombination
| Platz | Nation                 | Sportler      | Punkte |
| ----- | ---------------------- | ------------- | ------ |
| 01    | Schweiz                | Fritz Steuri  | 190,59 |
| 02    | Vereinigtes Königreich | Peter Lunn    | 185,05 |
| 03    | Schweiz                | Willy Steuri  | 183,56 |
| 04    | Schweiz                | Karl Graf     | 181    |
| 05    | Schweiz                | Ernst Gertsch | 180,85 |

Titelverteidiger:  Fritz Steuri

### Interklub
| Platz | Nation     | Klub                    | Abfahrt | Slalom | Total  |
| ----- | ---------- | ----------------------- | ------- | ------ | ------ |
| 1     | Schweiz    | Skiclub Scheidegg       | 100     | 090,59 | 190,59 |
| 2     | Schweiz    | Skiklub Mürren          | 090,57  | 100    | 190,57 |
| 3     | Schweiz    | Kandahar Skiklub Mürren | 087,28  | 097,77 | 185,05 |
| 4     | Schweiz    | Wengen                  |         |        | 184,43 |
| 5     | Österreich | Innsbruck               |         |        | 180,05 |

Titelverteidiger:  Skiclub Scheidegg